# رحلة شهر العسل (فلم)
رحلة شهر العسل  فيلم كوميدي ومغامرات مصري للمخرج زهير بكير عام 1970، كتب بكير القصة والسيناريو والحوار أيضاً. الفيلم من بطولة حسن يوسف، لبلبة، نبيلة عبيد، والممثلة اليونانية جيزيلا دالي وصلاح نظمي. تدور الأحداث حول رشدي وخطيبته وحصولهم على جائزة من شركة طيران يونانية لقضاء شهر العسل باليونان ولكن الرحلة لن تكون سعيدة لوجود عصابة للتهريب تستغلهم في عملية لها وتحول شهر العسل إلى كارثة.
صدر الفيلم إلى دور العرض المصرية في 16 نوفمبر 1970.
منح موقع قاعدة بيانات الأفلام على الإنترنت (IMDB) الفيلم درجة 3.4/ 10.
منح موقع قاعدة بيانات الأفلام العربية «السينما.كوم» الفيلم درجة 4.1/ 10.

## القصة
يشارك المهندس رشدي أحمد (حسن يوسف) في مسابقة تلفزيونية تنظمها شركة الطيران اليونانية «أولمبيك»، وجائزتها تذكرتين لليونان ذهاب وعودة بالإضافة لمبلغ 500 جنيه، والمسابقة مخصصة للمخطوبين لقضاء رحلة شهر العسل باليونان، على أن تقيم لهما الشركة زفة بالمطار.
يربح رشدي المسابقة، ويصطحب خطيبته ألفت (لبلبة) بينما ترصد تحركاتهم عصابة دولية للتهريب من خلال الراقصة نبيلة (نبيلة عبيد) حيث تستغل تعامل شركة الطيران معهم في المطار بطريقة خاصة بها ثقة كبيرة. تضع لهم العصابة حقيبة يد بها المجوهرات المهربة، ويكلف زعيم العصابة المصري عادل (صلاح نظمي) الراقصة نبيلة بمراقبتهم والتعرف عليهم لكسب ثقتهم. يسافر العروسان لليونان وتستقبلهم عضوة العصابة اليونانية ملينا (جيزيلا دالي) على أنها مندوبة شركة الطيران وتصطحبهم برحلة ترفيهية إلى الجزر اليونانية، بينما يقوم أفراد العصابة بالبحث عن حقيبة اليد في غرفة رشدي. يكتشف أفراد العصابة أن الحقيبة خالية فيسارعون بخطف ألفت واحتجازها في أحد الجزر، وتهديد رشدي ووعده بإعادة ألفت مقابل المجوهرات. لم يكن رشدي يدري شيئا عن تلك المجوهرات، ويتمكن من الهروب من عصابة النساء التي تحيط به، ويطاردونه في أنحاء أثينا، ويتمكن من الاختباء مع شخص يورد الخضروات لأحد المستشفيات، لينتهي الأمر برشدي مختبأ تحت سرير مريض يستعد لإجراء جراحة بالمخ، والذى يضرب رشدي على رأسه ويستبدل ملابسه ويلوذ بالفرار، ويدفع الممرضون رشدى لحجرة العمليات، ويكتشف الجراح (علي جوهر) تغير المريض. يروي رشدي للجراح قصة خطف زوجته، ويتعاطف معه الجراح، الذي يبلغ الشرطة، بينما تتمكن ألفت من خداع الخاطفين والهرب، وتبدأ مطاردتها عبر المدينة. تدخل ألفت للإختباء عند رجل يحاول اغتصابها، ولكنها تنجو منه بأعجوبة، ليعثر عليها رجال الشرطة وتعود إلى رشدي، الذي قرر العودة لمصر. تستمر العصابة في متابعته إلى مطار القاهرة حيث يستقبل رشدي سائق سيارة الأجرة (الطوخي توفيق)، ضابط الشرطة المتنكر، ويتم القبض على العصابة، ويتضح أن نبيلة مرشدة للشرطة، وتكشف لرشدي أنها استبدلت حقيبة المجوهرات قبل سفره لليونان. يصل رشدي وألفت لمنزل الزوجية، ليكتشف رشدي مسابقة للسفر إلى باريس مخصصة للمخطوبين، ولكن ألفت ترفض السفر، وتفضل قضاء شهر العسل في سريرها بالقاهرة.

## طاقم التمثيل
حسن يوسف: في دور المهندس رشدي أحمد (مهوس بالمسابقات التلفزيونية)
لبلبة: في دور ألفت (خطيبة رشدي)
نبيلة عبيد: في دور نبيلة (الراقصة وعضوة عصابة التهريب)
جيزيلا دالي: في دور ملينا (عضوة عصابة التهرب/ مندوبة شركة الطيران)
صلاح نظمي: في دور زعيم العصابة المصري
علي جوهر: في دور الجراح اليوناني
الطوخي توفيق: في دور الشرطي (المتنكر في شخصية سائق سيارة أجرة)
بالاشتراك مع: زكي صالح - لويس يوسف - صادق أمين - سيد غنيم - فتحي الصافوري - إلهام شوقي - محمد رفعت - عبد المنعم عبد الرحمن - محمود الكاتب
جيزيلا دالي: ممثلة يونانية (1937 - 2010) بدأت العمل في السينما عام 1960 وقامت بالأدوار الكوميدية ومن أشهر أفلامها: «ايميليا، المختلة عقليا Aimilia the psychopath» عام 1974 و«لقاء في البندقية Rendez-vous in Venice» عام 1960 وهي زوجة المخرج اليوناني «ديميس داديرا Dimis Dadiras».

## أغنية الفيلم
تغني لبلبة أثناء أحداث الفيلم أغنية «آلو يا خواجة» من ألحان حلمي بكر وكلمات فتحي قورة.

## روابط خارجية
- مقالات تستعمل روابط فنية بلا صلة مع ويكي بيانات
- رحلة شهر العسل على موقع الدهليز
- رحلة شهر العسل على موقع كاروهات

https://www.themoviedb.org/movie/749379 رحلة شهر العسل (فيلم)